# Basband
Basband är ett frekvensområde där den undre gränsfrekvensen är många storleksordningar lägre än den övre gränsfrekvensen. Till exempel det mänskliga örats hörbarhetsområde som täcker frekvenser mellan ungefär 25 Hz och 20 kHz. När en telefonledning används för ett vanligt röstsamtal behövs endast kapacitet för att överföra en mindre del av dessa frekvenser för att tal ska kunna uppfattas, huvudsakligen i frekvensområdet 3–5 kHz.
För analoga videosignaler täcker basbandet frekvenser från ca 1 Hz till 4–12 MHz (beroende på analogt TV-system). För västeuropeisk analog TV är videosignalens basband från 1 Hz till 5,5 MHz.
Över radio samt på ledningar (även kopparledningar) med goda högfrekvensegenskaper kan man överföra betydligt högre frekvenser. Detta har i många år utnyttjats för att genom att lägga på modulerade signaler (t.ex. telefonsamtal) föra över flera olika samtal på samma ledning, företrädesvis på landsledningarna mellan telefonstationer. Vid trådlös överföring via radio kan ”etern” betraktas som en enda ”ledning” gemensam för alla som finns tillräckligt nära varandra, och där kan man genom uppdelning i olika frekvensområden (kanaler) samtidigt sända ut många olika radio- eller TV-program, eller kommunicera via kommunikationsradio.
I dessa fall kallas den omodulerade signalen (det vanliga talet, eller videosignalen) för basband och den modulerade överföringskanalerna för bredband, alternativt radiofrekvens.
På telefonledningarna förr i tiden användes bredbandsdelen av abonnentledningarna såväl som landsledningarna för trådradio, och idag används bredbandsdelen åter t.ex. för ADSL.